# David Abulafia
David Samuel Harvard Abulafia (Twickenham, Inglaterra, 12 de diciembre de 1949) es un historiador británico particularmente interesado en Italia, España y el resto del Mediterráneo durante la Edad Media y el Renacimiento. Es profesor de Historia del Mediterráneo en la Universidad de Cambridge desde 2000 y socio de Gonville and Caius College, Cambridge, desde 1974. Fue decano de la Facultad de Historia en esa misma universidad entre 2003 y 2005, siendo elegido miembro de su consejo de gobierno en 2008.
Asimismo es miembro de la British Academy y de la Academia Europæa. En 2013 recibió una de las tres medallas inaugurales de la Academia Británica por su trabajo sobre la historia del Mediterráneo. En 2020, recibió el Premio Wolfson de Historia por El mar ilimitado: una historia humana de los océanos.

## Biografía
Abulafia nació en Twickenham, Inglaterra, en el seno de una familia de judíos sefardíes que había abandonado España marchándose a Galilea en 1492 y que vivió durante varias generaciones en Tiberíades. Su esposa, Anna Sapir Abulafia, es historiadora de las relaciones judío cristianas en Lucy Cavendish College, Cambridge. Educado en St Paul's School (Londres) y King's College (Cambridge).
Ha publicado una serie de libros sobre la historia del Mediterráneo, desde que comenzara con The Two Italies en 1977, donde argüía que ya en el siglo XII el norte de Italia explotaba los recursos agrícolas del sur, lo cual permitió crear las bases de la ulterior expansión mercantil e industrial de Toscana, Génova y Venecia. Editó el quinto volumen de la New Cambridge Medieval History y el volumen sobre Italia en la Edad Media central para la Oxford Short History of Italy; también ha publicado una colección de estudios sobre la invasión francesa de Italia en 1494-5 así como el libro The Mediterranean in History. Ha dado conferencias en muchos países, como Italia, España, Portugal, Francia, Alemania, Finlandia, Noruega, Estados Unidos, Japón, Israel, Jordania y Egipto.
Entre sus obras se encuentra Federico II: Un emperador medieval, publicada en Inglaterra en 1988 y reeditada en varias ediciones italianas. En él se analiza la figura de Federico II desde una nueva perspectiva, criticando el punto de vista del historiador alemán Ernst Kantorowicz en torno a Federico II de Hohenstaufen, a quien Abulafia interpreta como una figura conservadora y no tanto como a un genio que se adelantó a su tiempo.
Ha sido condecorado por la Orden de la Estrella por el presidente de la República Italiana en reconocimiento de su trabajo sobre la historia de Italia, especialmente la de Sicilia, y también se ha ocupado de la historia de España, en particular de las islas Baleares. Ha centrado su interés en la historia económica del Mediterráneo, y en el contacto de las tres religiones abrahámicas en dicho mar. También ha sido autor de un libro sobre los primeros encuentros entre europeos y las sociedades nativas del océano Atlántico (las islas Canarias, el Caribe y Brasil) en torno a 1492; su título en inglés es The Discovery of Mankind: Atlantic Encounters in the Age of Columbus (2008).
En 2011 Penguin Books (y, en los EE. UU., Oxford University Press New York) publicaron su The Great Sea: A Human History of the Mediterranean, un volumen con un acercamiento diferente a la historia del Mediterráneo del que propuso el historiador francés Fernand Braudel, ocupándose de un lapso temporal que abarca desde el año 22000 a. C. hasta 2010 d. C. El libro, que ha recibido el Mountbatten Literary Award de la Maritime Foundation, se convirtió en un bestseller de no-ficción en el Reino Unido. En España ha sido traducido por Rosa María Salleras Puig y editado en 2013 por la editorial Crítica (Barcelona) con el título El gran mar. Una historia humana del Mediterráneo.
En 2017 publicó The Western Mediterranean Kingdoms, 1200-1500: The Struggle for Dominion, que fue traducido al castellano al año siguiente por David León Gómez para la editorial Pasado & Presente con el título La Guerra de los Doscientos Años. Aragón, Anjou y la lucha por el Mediterráneo (ISBN: 978-84-944950-9-0).
En octubre de 2019 publicó The Boundless Sea: A Human History of the Oceans (Penguin en Reino Unido y Oxford University Press en los EE. UU.), traducido al español como Un mar sin límites. Una historia humana de los océanos. En este libro aplicó un método parecido a la historia de los océanos, estudiando a los pueblos que se trasladaron por ellos, el papel del comercio marítimo en la historia política, cultural y económica de la humanidad. Con él ganó en 2020 el Wolfson History Prize.